# Gustaw Aleksander Hantke

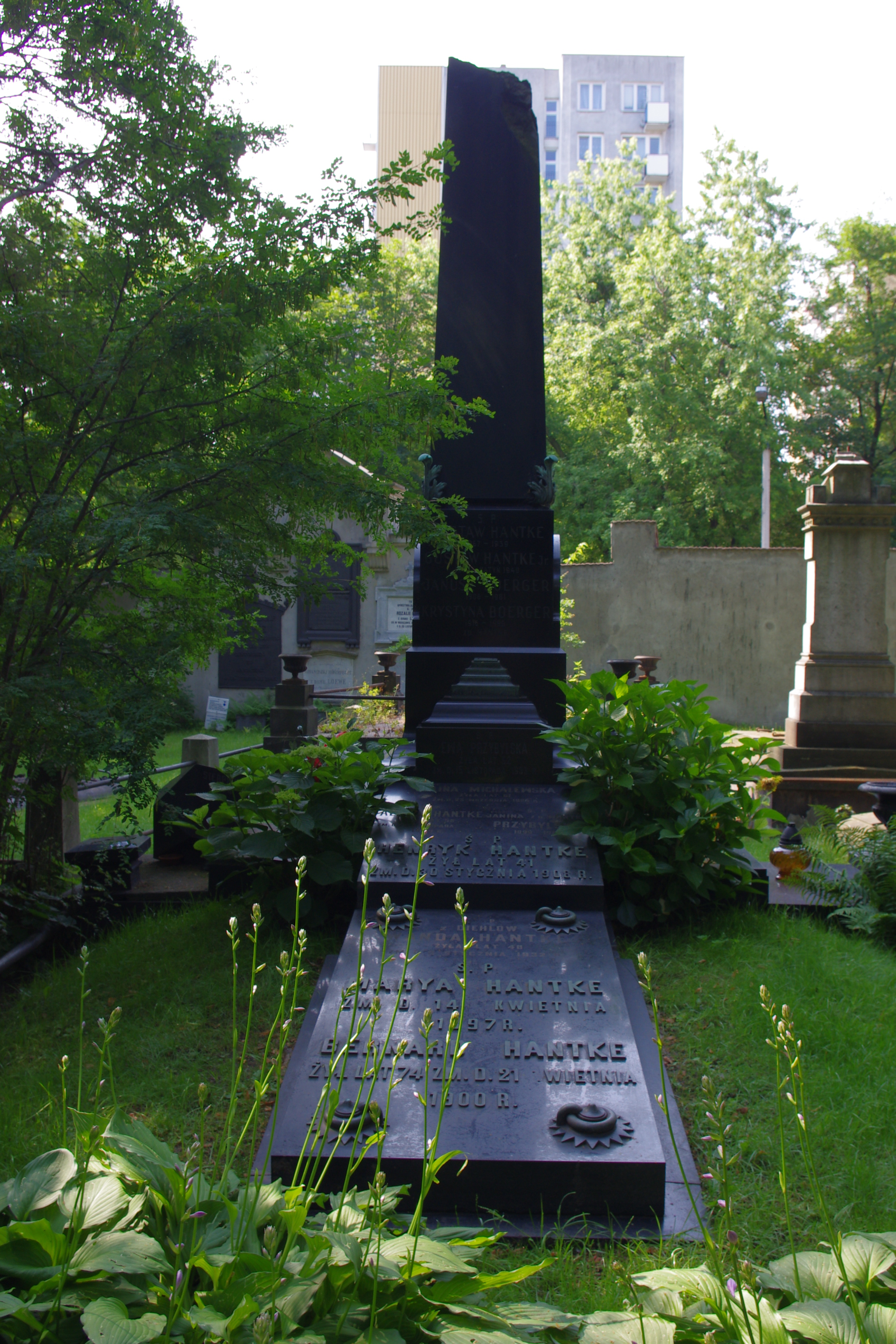
Grób przemysłowca Bernarda Hantke (1826-1900) i przemysłowca Gustawa Aleksandra Hantke (1868-1939) na cmentarzu reformowanym przy ul. Żytniej w Warszawie

Gustaw Aleksander Hantke (ur. 26 lipca 1868, zm. 17 maja 1939) – polski przemysłowiec pochodzenia żydowskiego od urodzenia wyznania ewangelicko-reformowanego.
Urodził się jako syn przemysłowca Bernarda Ludwika Hantke i Marii Zofii z Regenhartów (1842-1897). Ukończył Politechnikę Ryską. W czasie studiów należał do Korporacji Akademickiej Welecja. Pracował jako dyrektor założonych przez ojca fabryk wyrobów metalowych w Jekaterynosławiu i Saratowie odpowiednio w latach 1900-1902 i 1902-1904. W latach 1904–1910 sprawował funkcję dyrektora Syndykatu Gwoździ i Drutu w Królestwie Polskim.
Udzielał się w życiu dobroczynnym, był razem z bratem wieloletnim dobrodziejem Domu Starców i Kalek zboru Ewangelicko-Reformowanego w Warszawie, mieszczącego się przy ul. Leszno 20, tuż obok kościoła. Został pochowany w grobowcu rodzinnym na cmentarzu ewangelicko-reformowanym w Warszawie (kwatera I-4-1).
Był dwukrotnie żonaty, po raz pierwszy z nieznaną z nazwiska, po raz drugi ze współwyznawczynią Wandą Emilią Diehl (1881-1932), córką Juliusza Roberta Diehla, z którą miał dwoje dzieci:
1. Gustaw Tadeusz Stanisław (1911–1940), absolwent Wydziału Chemii Politechniki w Nancy (Francja), wychowanek Korpusu Kadetów w Rawiczu, zamordowany w Katyniu.
2. Krystyna (zm. 1986), żona Janusza Boergera, dziennikarka i ostatnia z rodziny[2].